# Jaap Ploos van Amstel
Jaap Ploos van Amstel (Bussum, 3 november 1926 – Haarlem, 1 mei 2022) was een beeldend kunstenaar en werkte als aquarellist, tekenaar, kunstschilder en, in mindere mate, als graficus.

## Biografie
Ploos van Amstel is een telg uit het geslacht Ploos van Amstel en een zoon van tuinarchitect Louwrens Ploos van Amstel (1882-1963) en Frederika Henriette Broeckmans (1888-1982). Hij trouwde in 1960 met mr. drs. Jennigje Hendrika Pieterson (1927-2006) met wie hij een zoon kreeg. In 1985 werd hij erkend te behoren tot de Nederlandse adel met het predicaat jonkheer. Hij volgde opleidingen aan de Rijksnormaalschool voor Teekenonderwijzers en de Academie voor Beeldende Vorming in Amsterdam en de Académie des Beaux-Arts in Parijs; hij volgde in 1956 en 1957 lessen aan de in 1953 door Oskar Kokoschka opgerichte "Sommerakademie für Bildende Kunst" in Salzburg. Zijn werk wordt gekenmerkt door een ruige olieverfstreek, waarmee hij verschillende soorten onderwerpen schildert, zoals abstracte landschappen, vulkanen, rotswanden, ballonnen en vliegers. Hij gaf ook les, onder andere aan de Gerrit Rietveld Academie waar hij docent was van zijn latere biograaf Jan van Adrichem.
Ploos van Amstel was Officier in de Orde van Oranje-Nassau, begiftigd met de erepenning van de stad Haarlem en erevoorzitter van de Jeanne Oosting Stichting (toekenster van de Jeanne Oosting Prijs).